# Ситникова, Таисия Алипьевна
Таи́сия Али́пьевна Си́тникова (урождённая Добросмы́слова) (5 [17] мая 1866 — 13 декабря 1950) — жена скрывавшегося по политическим мотивам мелкого чиновника Николая Михайловича Ситникова. Через 18 лет после его смерти вышла замуж за старого большевика Николая Немировского. В 1902 г. имела близкое знакомство с Максимом Горьким во время его ссылки в Арзамас Нижегородской губернии.

## Биография
Отец — Алипий Иванович Добросмыслов (1845—1885), делопроизводитель Ардатовского уездного суда, из потомственных священнослужителей Ардатовского уезда Нижегородской губернии, 25-й ребёнок в семье. Мать — Прасковья Андреевна Кантова (1848—1883), также происходила из духовенства того же уезда, умерла в 1883 г. 11-ми родами.
Вскоре после смерти матери умер и отец Таисии. После смерти родителей она осталась старшей среди своих сестёр и устроилась учительницей в Ардатове.
Благодаря успехам Таисии на курсах учительниц начальной школы, её замечает попечительница уездного училища Наталья Васильевна Карамзина, жена местного помещика Александра Николаевича Карамзина. Обратив внимание на тяжёлые условия, в которых Таисия пытается наладить судьбу сестёр и зарабатывать себе на жизнь, Карамзины морально помогают ей, часто приглашают в свою усадьбу Рогожку. В Ардатове 16-летняя Таисия знакомится с 30-летним частным преподавателем французского языка Николаем Ситниковым, происходившим из арзамасской купеческой семьи, за 6 лет до этого бросившим учёбу в Горном институте после Казанской демонстрации 1876 года. Они решают пожениться по достижении ею 17 лет, и Карамзины помогают Таисии организовать свадьбу, которая проходит в 1884 г. в больничной церкви при усадьбе.
По совету Карамзиных бабушка Таисии, вдова Анна Кантова, подала прошение на принятие сестёр Анны и Татьяны в Николаевский сиротский институт в Москве, а Мария Алипьевна с помощью родственников мужа Таисии была выдана замуж в арзамасскую купеческую семью Фадеевых.
В 1889 г. семья Ситниковых переезжает в Арзамас, где знакомые Николая находят для него место секретаря в Уездном съезде земских начальников. В 1900 г. муж Таисии умирает от «паралича сердца», и она остаётся вдовой с четырьмя дочерьми в чужом для себя городе. Друг Николая Ситникова по Нижегородской мужской гимназии сенатор Николай Зверев помогает устроить дочерей и младшую сестру в Мариинский институт в Санкт-Петербург, а покровитель Зверева и Ситникова арзамасский помещик Дмитрий Хотяинцев находит для неё работу в винной лавке, благодаря которой она сможет прокормить семью. Таисия в это время задумывает поступить на курсы фельдшериц в Мартыновской больнице в Нижнем Новгороде.

## Знакомства с деятелями Серебряного века
В 1902 г. в Арзамас приезжает под гласный надзор полиции Максим Горький, который размещается в доме Подсосовых, соседнем с домом Ситниковых. Рано утром Таисия, направляясь в лавку на бульвар, часто встречается с Горьким на Новоплотинной улице (современная ул. Горького). В итоге на бульваре их познакомил знакомый Таисии по семье умершего мужа священник Фёдор Владимирский, отец будущего председателя ВЦИК М. Ф. Владимирского.
Таисия Ситникова старалась скрыть знакомство с Горьким, для этой цели встречи их происходили только ранним утром на бульваре. Знакомство с Горьким в Арзамасе могло привести к непредсказуемым последствиям в случае огласки, так как было известно, что он являлся политически неблагонадёжной фигурой. Тем не менее, Таисия даже участвовала с его одобрения в помощи исключённым студентам, получившим т. н. «волчий билет».
В 1907 году Таисия переехала в Нижний Новгород, где также продолжила работу в винной лавке. В 1900-е годы её лавку в Нижнем Новгороде также посещал скандально известный поэт и композитор Михаил Кузмин, знакомый её сестры, Татьяны Алипьевны Добросмысловой. Он упоминает в своём дневнике, что часто бывал в гостях у Татьяны Алипьевны в Васильсурске и на обратном пути они заезжали на Нижегородскую ярмарку и в «палатку Таисии Алипьевны».

## Воспоминания о Максиме Горьком
После смерти Горького исследователи его арзамасских и нижегородских страниц жизни обращались к Таисии (к тому времени вышедшей замуж за инженера винного завода Николая Немировского) с просьбой написать воспоминания, но она отказывалась это сделать до 1947 года. В 1947 году она написала воспоминания, в которых изложила суть своих бесед с Горьким до разрыва их отношений незадолго до его отъезда из Арзамаса.
Помимо этого в воспоминаниях она описала историю своего знакомства с семьёй Карамзиных, распорядок жизни и убранство их усадьбы, деятельность Карамзиной в голодный 1892 год, историю знакомства с племянницей Александра Пушкина Ольгой Львовной Оборской, окончившей свою жизнь в Арзамасе и рассказывавшей ей много придворных сплетен. Также в воспоминаниях встречается описание быта церковнослужителей и среднего класса ардатовского и арзамасского общества второй половины XIX века. Таисия Алипьевна изображает условия возникновения социальной напряжённости в социально незащищённых слоях уездного общества и неконструктивную реакционную деятельность на местах, спонсируемую купечеством (погромы в Арзамасе). Благотворительную помощь знаменитого купца Бугрова в голод 1891—1892 гг. она, например, объясняет лишь личными просьбами Натальи Васильевны Карамзиной к обер-прокурору Победоносцеву наградить купца орденами, за что тот бесплатно присылал ей муку для голодающих крестьян уезда.
Таисия Немировская пыталась опубликовать свои воспоминания и направляла их для этой цели как академику Бонч-Бруевичу, так и Вячеславу Молотову, с которым её второй муж сотрудничал в первые революционные годы в Нижнем Новгороде. Воспоминания Таисии Немировской были переданы в Центральный архив Нижегородской области академиком Андроновым уже после её смерти.

## Общественная деятельность
После революции 1917 года Таисия Немировская активно поддержала происходившие в Нижнем Новгороде изменения, выступила инициатором засевания пригородных полей и пустующих выгонных земель картофелем в периоды речной блокады города белогвардейскими отрядами в Гражданскую войну. Деятельность председателя квартального комитета по борьбе с контрреволюцией и голодом совмещала с работой по ликбезу. После появления движения «жён-общественниц» стала председателем Совета жён-общественниц на винном заводе. Занималась контролем состояния больниц, родильных домов Нижнего Новгорода.
По её инициативе в 1930-е гг. был создан «инвдом» для учителей в Зелёном Городе, впоследствии ставший санаторием «Учитель», а также аналогичный инвдом в Красных Баках, в котором последние годы жизни провели её сёстры Татьяна и Анастасия.

## Литературный прототип
Исследователи считают, что Таисия Ситникова послужила одним из прототипов Надежды Монаховой в пьесе Максима Горького «Варвары».